# Perehrestea, Vînohradiv
Perehrestea (în ucraineană Перехрестя, în maghiară Tiszakeresztúr) este localitatea de reședință a comunei Perehrestea din raionul Vînohradiv, regiunea Transcarpatia, Ucraina.

## Demografie
Componența lingvistică a localității Perehrestea
     Maghiară (74,22%)
     Ucraineană (24,7%)
     Rusă (1,08%)
Conform recensământului din 2001, majoritatea populației localității Perehrestea era vorbitoare de maghiară (74,22%), existând în minoritate și vorbitori de ucraineană (24,7%) și rusă (1,08%).